# Neu!
Neu! was een Duitse band en een archetypisch voorbeeld van het genre krautrock. De groep bestond uit Klaus Dinger en Michael Rother en had Conny Plank als producer. "Neu!" is het Duitse woord voor "nieuw" en wordt als "nɔɪ" uitgesproken. Het succes van de groep tijdens het korte actieve bestaan was minimaal, maar er wordt aan de band een grote invloed toegekend op diverse groepen of artiesten, zoals The Sex Pistols, David Bowie, Stereolab en alle elektronische muziek die erop volgde.

## Muziekstijl
Een van de meest gewaardeerde elementen in het werk van Neu! is de beat of "motorik" (een term van de componist Hindemith die de Duitse woorden 'motor' en 'musik' combineert), hoewel de groep deze term zelf niet gebruikte; Dinger zelf sprak soms van "Apache beat". Een belangrijk deel van hun opnames bevat deze motorik. Daarin kleden ze het traditionele formaat van een rocknummer uit en zonder de strofes en refreinen, intro's en veranderingen herleiden ze die tot een enkele minimalistische 4/4-beat, die drummer Dinger doorheen het volledige nummer onafgebroken herhaalt. Hoewel dit op papier een recept lijkt voor eentonigheid, slaagt Dingers discipline en flair als drummer er in een zeer sterke, gefocuste groove te creëren, met een sterk gevoel van continue voorwaartse beweging (de analogie met rijden op een snelweg wordt soms gemaakt).
Wat betreft de traditionele westerse harmonievormen in de rockmuziek, vulde Rother Dingers ritme aan door akkoordwissels te vermijden en in de plaats daarvan te kiezen voor harmonische aanhoudende tonen – enkele akkoorden, gelaagd met verschillende overdubs van elektrische gitaar. De nadruk komt te liggen op veranderingen van timbre in plaats van harmonische veranderingen. Conny Plank stond bekend als een producer die een omgeving creëerde waarin muzikanten vrij waren dergelijke experimenten te doen, en ook als iemand die het verwerken van de textuur in klankkleur en ruimtelijkheid in de muziek beheerst. Veel andere nummers van Neu! waren dan weer traag en rustig, en schetsten songs die naar de latere ambient stijl neigen.

## Bandleden

### Centrale bandleden
- Klaus Dinger (1971-1975, 1985-1986) — drums, ook zang, gitaar en keyboards
- Michael Rother (1971-1975, 1985-1986) — gitaar, ook zang en keyboards
- Conny Plank (producer)

### Samenwerkende artiesten
- Thomas Dinger (1975) — drums
- Eberhard Kranemann (1972) — basgitaar
- Hans Lampe (1975) — drums
- Uli Trepte (1972)

## Geschiedenis

### Hoofdperiode
Neu! ontstond in 1971 als een zijtak van een vroege bezetting van een andere belangrijke krautrockband uit Düsseldorf, namelijk Kraftwerk, waarvan de eerste werken ook door Conny Plank werden geproduceerd.
Drummer Klaus Dinger had zich bij Kraftwerk gevoegd toen de band halverwege de sessies van het gelijknamige debuutalbum was. Gitarist Michael Rother werd bij Kraftwerk gevoegd tegen de voltooiing van het album. Daarvoor had Rother in The Spirits of Sound gespeeld, een lokale groep waarin drummer Wolfgang Flür speelde, die twee jaar later ook bij Kraftwerk zou gaan spelen.
Ralf Hütter, oprichter van Kraftwerk, verliet de band, en gedurende zes maanden bestond Kraftwerk uit het trio Rother, Dinger en Florian Schneider. Deze bezetting trad sporadisch op en maakte een live televisieoptreden in het Duitse programma Beat Club. Opnamesessies in Conny Planks studio waren niet succesvol en Dinger en Rother verlieten Schneider en begonnen een nieuw project met Plank: Neu!. Schneider voegde zich weer bij Hütter en dit duo zette de opname van een tweede Kraftwerkalbum bij Plank verder.
Het gelijknamige debuutalbum, Neu!, verkocht heel weinig naar moderne normen, hoewel 30.000 stuks een aanzienlijk aantal was voor een groep met een muzikale stijl als Neu!. Toch werd het album later als een meesterwerk bestempeld en beïnvloedde het artiesten zoals David Bowie, Brian Eno en Thom Yorke van Radiohead. Het had enkele typisch nummers met motorik, zoals "Hallogallo" en "Negativland" en bizarre "songs" zoals "Sonderangebot"
Het tweede album, Neu! 2 bevatte enkele van de vroegste voorbeelden van muzikale remixen. De groep die gemotiveerd was om een nieuw album op te nemen, had beslist hun grenzen te verleggen door verschillende instrumenten aan te kopen. Met de rest van het geld dat ze als vooruitbetaling van de platenmaatschappij hadden ontvangen, konden Dinger en Rother echter slechts materiaal voor een half album opnemen. De platenmaatschappij weigerde hun voorschot te vergroten omdat het eerste album helemaal niet goed verkocht en het label wilde verder geen geld steken in iets wat een flop dreigde te worden. Om het gebrek aan materiaal op te lossen, vulde de groep de tweede zijde van de elpee met bewerkte versies van hun reeds uitgebrachte single "Neuschnee"/"Super".
Dinger en Rother hadden te veel verschillen, wat tot hun laatste album van de jaren zeventig leidde, Neu! 75. De ene zijde van de plaat bevatte enkele eerder ambient producties van Rother, die wat leken op de muziek van het eerste album, maar met meer keyboards. De tweede zijde van de plaat, vooral het nummer "Hero" bevatte Dingers snerend, onverstaanbaar gezang doorheen een beat van motorik en distorsie, met agressief gitaargedreun.
Om te helpen met het spelen van het album, vooral live, kwamen Hans Lampe en Dingers broer, Thomas Dinger, bij de band om meer muziek te kunnen spelen dan met zijn tweeën mogelijk was. "Neu! 75" was een van de gevarieerdste platen uit de krautrock. Dit kon als een positief punt worden gezien, maar de verschillende muzikale richtingen en persoonlijke problemen isoleerden niet alleen het duo Dinger/Rother, maar had ook een slechte uitwerking op de groep fans, die al heel klein was. Na het verschijnen van het album hield Neu! het voor gezien.

### Jaren van inactiviteit
In 1974 had Rother al samengewerkt met het Duitse elektronische duo Cluster en met hun onder de naam Harmonia het album Musik von Harmonia uitgebracht. In 1975 verscheen het volgende album Deluxe en er volgden sessies met Brian Eno, die pas in de jaren 90 uitgebracht werden onder de naam Tracks & Traces.
Het nummer "Super 16" van Neu! werd onopzettelijk de titelmelodie van Master of the Flying Guillotine, een martial art-cultklassieker van Jimmy Wang Yu uit 1976. Dit werd later een inspiratiebron voor urban rapper Paleface Mandingo.
De broers Dinger en Lampe vormden de band La Düsseldorf, een groep die ook diverse artiesten zou beïnvloeden.

### Afgebroken comeback
Tussen oktober 1985 en april 1986 probeerden Dinger en Rother Neu! nieuw leven in te wekken door het toevoegen van meer synthesizers en iets commerciëlere composities. De groep klonk als een kruising van het vroegere Neu! en recente new wavegroepen en persoonlijke en muzikale onenigheid zorgde opnieuw voor een breuk.
Een voorbeeld van het felle contrast tussen Dinger en Rother vindt men in nummers zoals "Crazy", Rothers poging om popmuziek te maken, en " '86 Commercial Trash" van Dinger, een collage van dialogen en geluidseffecten uit Duitse televisiecommercials van dat jaar. Het werk dat in deze sessies gemaakt werd, zou in 1996 opduiken als Neu! 4.
Producer Conny Plank overleed in 1987, zijn studio werd door zijn weduwe Christa Fast en zijn zoon overgenomen.

### Verbittering
Dinger en Rother werkten gedurende de jaren 90 niet samen, er bestond zelfs enige verbittering tussen beiden, zeker toen Dinger een aantal oude substandaard-Neu!-opnames uitbracht op het Japanse label Captain Trip zonder toestemming van Rother. In 1996 bracht dit label Neu! 4 uit, met opnames uit de sessies van 1985-1986.
Het label bracht ook Neu! 72 Live! uit, opgenomen in Düsseldorf op 6 mei 1972. De term "live" in de titel is echter misleidend, want deze slaat slechts op het feit dat het ging om een repetitie op het podium, van slechte geluidskwaliteit, en enkel interessant voor grote Neu!-fans die hun helden gefrustreerd bezig willen horen omdat ze er niet in slagen hun studiogeluid op podium na te spelen. Het album is zeker niet geschikt om Neu! te leren kennen en wordt als de zwakste uitgave beschouwd, maar is wel bijzonder door de aanwezigheid van Eberhard Kranemann, die ook bij Kraftwerk betrokken was.
Captain Trip was eveneens verantwoordelijk voor de cd-heruitgaven van Dingers werk na Neu! bij La! Neu? en La Düsseldorf.

### Cd-remasters
De rechten van de Neu!-muziekfonds behoorden gezamenlijk toe aan Rother, Dinger en Planks weduwe, Christa Fast. Door de jaren onenigheid tussen Rother en Dinger konden beide niet tot een akkoord komen voor de licenties voor het beschikbaar maken van de muziek van Neu! op cd. Tijdens die periode werden illegale bootleg-cd's van inferieure kwaliteit, opgenomen van oude vinylplaten, verdeeld door een groep die zichzelf Germanofon noemde.
Gelukkig werd de situatie in 2001 uiteindelijk opgelost, toen Rother en Dinger hun verschillen aan de kant schoven, en de studio in trokken om hun drie klassieke Neu!-albums om te zetten naar cd, vanaf de originele mastertapes. Deze albums verschenen op het label Astralwerks en waren verpakt met stickers waarop mensen die in het toenmalige muziekleven faam genoten, zoals Thom Yorke, de albums aanprezen. Eindelijk was de muziek van Neu! beschikbaar voor het publiek, zonder illegale albums te moeten kopen of zeldzame en dure vinylplaten te moeten opsporen.
Neu! heeft niets nieuws opgenomen sinds Neu! 4 en bleef inactief. Michael Rother schreef en produceerde daarna soloalbums, Klaus Dinger schreef en produceerde eveneens soloalbums en stond in voor de oude uitgaven van La Düsseldorf. Thomas Dinger stierf op 9 april 2002, daarvoor had hij een aantal niet succesvolle soloalbums uitgebracht.
Op 21 maart 2008 overleed Klaus Dinger op 61-jarige leeftijd aan een hartaanval.
In 2010 speelt de gelegenheidsformatie Halogallo 2010 met onder andere Michael Rother van Neu! en drummer Steve Shelley van Sonic Youth een aantal live-optredens met werk van Neu! Onder andere op ATP en Incubate in Tilburg.
Begin 2025 duikt hij op bij een opvallend project van Oasis-basgitarist Andy Bell. Voor diens album Pinball Wanderer werkt hij mee aan het nummer I'm In Love..., wat door Dot Allison wordt gezongen.

## Discografie

### Albums
- 1972 - Neu! (Brain Records) - studioalbum
- 1973 - Neu! 2 (Brain Records) - studioalbum
- 1975 - Neu! '75 (Brain Records) - studioalbum
- 1982 - Neu! Black Forest Gateau (Cherry Red Records) - compilatie
- 1995 - Neu! 4 (Captain Trip Records) - 1986 verzameling fragmenten
- 1996 - Neu! '72 Live! (Captain Trip Records) - opname van repetitie

Alle albums van Brain Records werden in 2001 opnieuw uitgebracht door Astralwerks. De albums op Captain Trip Records werden geschrapt.